# Eclipsă totală (film)
Eclipsă totală (titlu original: Total Eclipse) este un film realizat de Agnieszka Holland în anul 1995, după un roman de Christopher Hampton. Filmul tematizează relația dintre poeții Arthur Rimbaud (Leonardo DiCaprio) și Paul Verlaine (David Thewlis) în faza cea mai creatoare a activității lor. 
Cei doi scriitori simboliști din secolul al XIX-lea au exercitat un rol însemnat asupra literaturii franceze a secolului al XX-lea.

## Distribuție
- Leonardo DiCaprio - Arthur Rimbaud
- David Thewlis - Paul Verlaine
- Romane Bohringer - Mathilde Mauté
- Dominique Blanc - Isabelle Rimbaud
- Felicie Pasotti Cabarbaye - Isabelle, copilă
- Nita Klein - mama lui Arthur Rimbaud
- James Thiérrée - Frédéric
- Emmanuelle Oppo  -  Vitalie
- Denise Chalem - doamna Mauté de Fleurville
- Andrzej Seweryn - domnul Mauté de Fleurville
- Christopher Thompson - Carjat
- Bruce Van Barthold - Aicard
- Christopher Chaplin - Charles Cros
- Christopher Hampton - Judecătorul
- Mathias Jung - André

## Dispute asupra filmului
La sfârșitul lunii mai 2017 conducerea Colegiului Național Mihai Viteazul din Turda a sancționat o profesoară care a recomandat elevilor vizionarea acestui film. Ulterior s-a dovedit că directoarea colegiului a confundat această peliculă cu filmul de groază Full Eclipse, din anul 1993, clasificat de Centrul Național al Cinematografiei ca film 18+. O lună mai târziu profesoara sancționată a primit o distincție simbolică din partea Festivalului Internațional de Film Transilvania.